# Biłozirka (obwód mikołajowski)
Biłozirka (ukr. Білозірка, do 2016 Barmaszowe, ukr. Бармашове) – wieś na Ukrainie, w obwodzie mikołajowskim, w rejonie mikołajowskim, w hromadzie Perwomajśke. W 2001 liczyła 1757 mieszkańców, spośród których 834 wskazało jako ojczysty język ukraiński, 917 rosyjski, 3 mołdawski, 1 rumuński, a 2 białoruski.

## Ludzie związani z Biłozirką
- Wołodymyr Blincow – profesor, specjalista w dziedzinie technologii podwodnych.